# Palais Cusani
Le palais Cusani est un bâtiment de style Renaissance, situé piazzale San Francesco à Parme, en face de l'église de San Francesco del Prato ; il abrite le siège de la Maison de la Musique.

## Histoire
Le palais a été construit dans la seconde moitié du XVe siècle par une branche de la famille Cusani, une famille noble et importante originaire de Milan.
Au XVIIe siècle, le marquis Galeazzo Cusani a fait don du bâtiment à la commune de Parme, qui l'a attribué à l'université, en le rénovant et en aménageant les colonnes de marbre de la cour centrale ; il devient ainsi le siège des facultés de médecine et de droit jusqu'en 1768.
En 1778, le duc Ferdinand Ier de Bourbon le désigna comme atelier d'État et fit transférer au centre de la cour à arcades le monument à Hercule et Antée, également connu dans la ville sous le nom I du brasè, une ancienne statue créée par l'artiste flamand Teodoro Vandersturck entre 1684 et 1687 pour le Palazzo del Giardino.
À la suite des décrets napoléoniens de 1805 et 1810, le couvent adjacent de San Francesco del Prato a été utilisé comme prison de la ville ; pour cette raison, en 1820, la duchesse Marie-Louise d'Autriche utilisa le bâtiment comme tribunal judiciaire, le reliant directement au pénitencier. Le monument à Hercule et Antée a été déplacé sur l'îlot au centre de l'étang du Parc Ducal, mais déjà en 1829, il a été déplacé dans une niche du Palazzo del Comune du côté faisant face à l'église de San Vitale.
En 1924, le tribunal a déménagé à son emplacement actuel et le bâtiment a été utilisé comme école secondaire ; les salles ont alors été divisées en pièces plus petites.
Pendant la Seconde Guerre mondiale, un abri anti-aérien a été construit à l'intérieur du bâtiment, ce qui a considérablement modifié son apparence.
Le 9 novembre 1983, le bâtiment a été endommagé par un fort tremblement de terre, qui a provoqué sa fermeture. Soumis par la suite à une restauration complexe, le bâtiment a été rouvert en 2002 en tant que siège de la Maison de la Musique, destinée à accueillir des concerts, des cours de spécialisation musicale et des expositions. Le monument à Hercule et Antée y a également été déplacé, tout en gardant une copie sur un côté de l'hôtel de ville.

## Description
Le bâtiment, de plan carré, se développe autour d'un élégant cloître à arcades sur une surface totale de 4 500 m2 répartis sur trois étages.
Les deux façades extérieures d'époque Renaissance, caractérisées par de grandes et hautes fenêtres à encadrements en plâtre, sont recouvertes de briques, avec des inachèvements partiels dans la décoration ; couronnant les deux façades, une haute corniche plâtrée.
Les intérieurs et le portique développé autour de la grande cour centrale présentent encore d'importantes traces des décorations picturales datant du XVIIe siècle, qui représentent des scènes allégoriques, des blasons héraldiques et des inscriptions relatives aux professeurs d'université.
Au premier étage se trouve une salle de concert, d'une capacité de 158 places, en plus d'un auditorium, de salles pédagogiques et d'une bibliothèque-médiathèque.

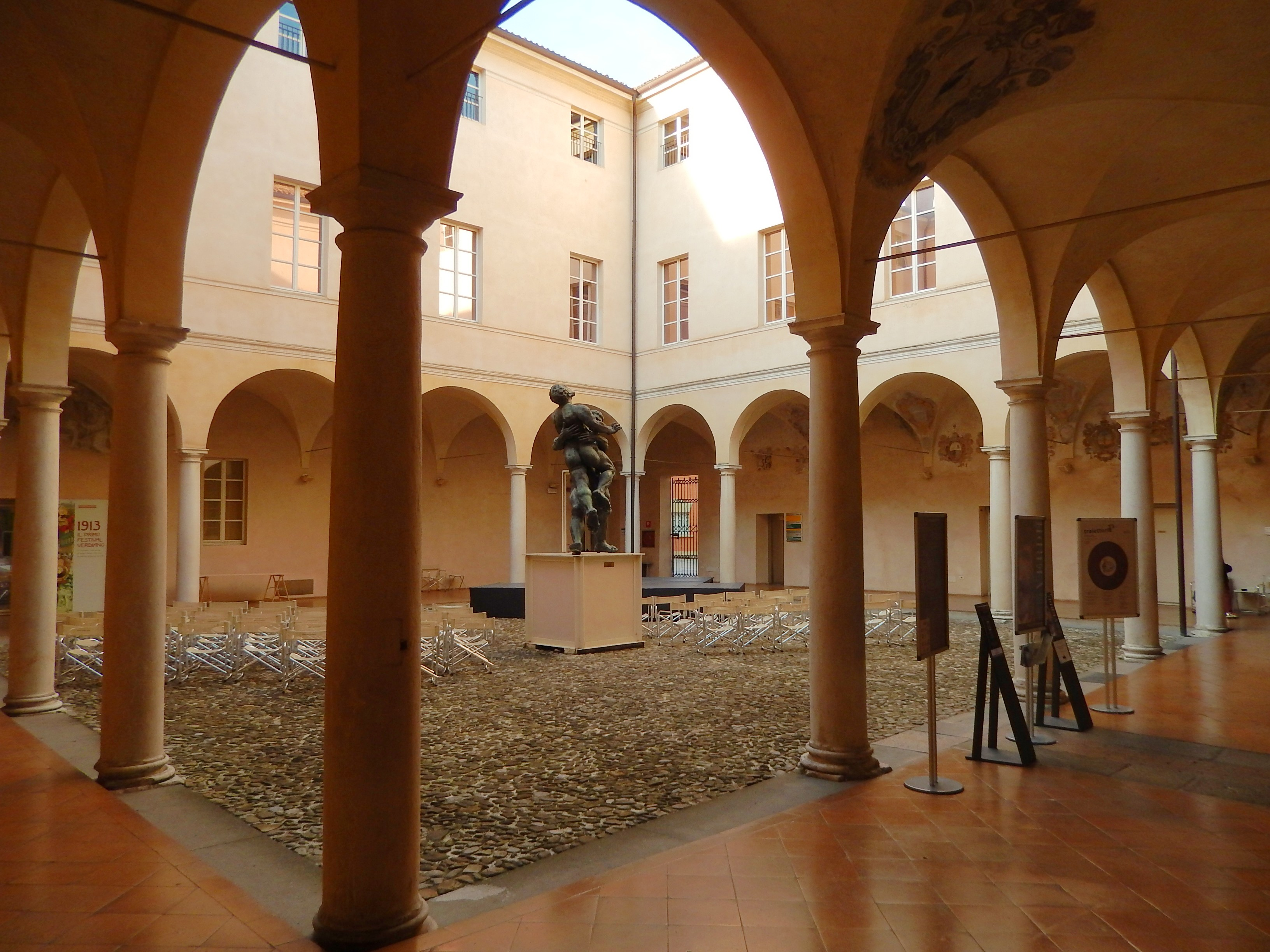
Cour intérieure avec le monument à Hercule et Antée.
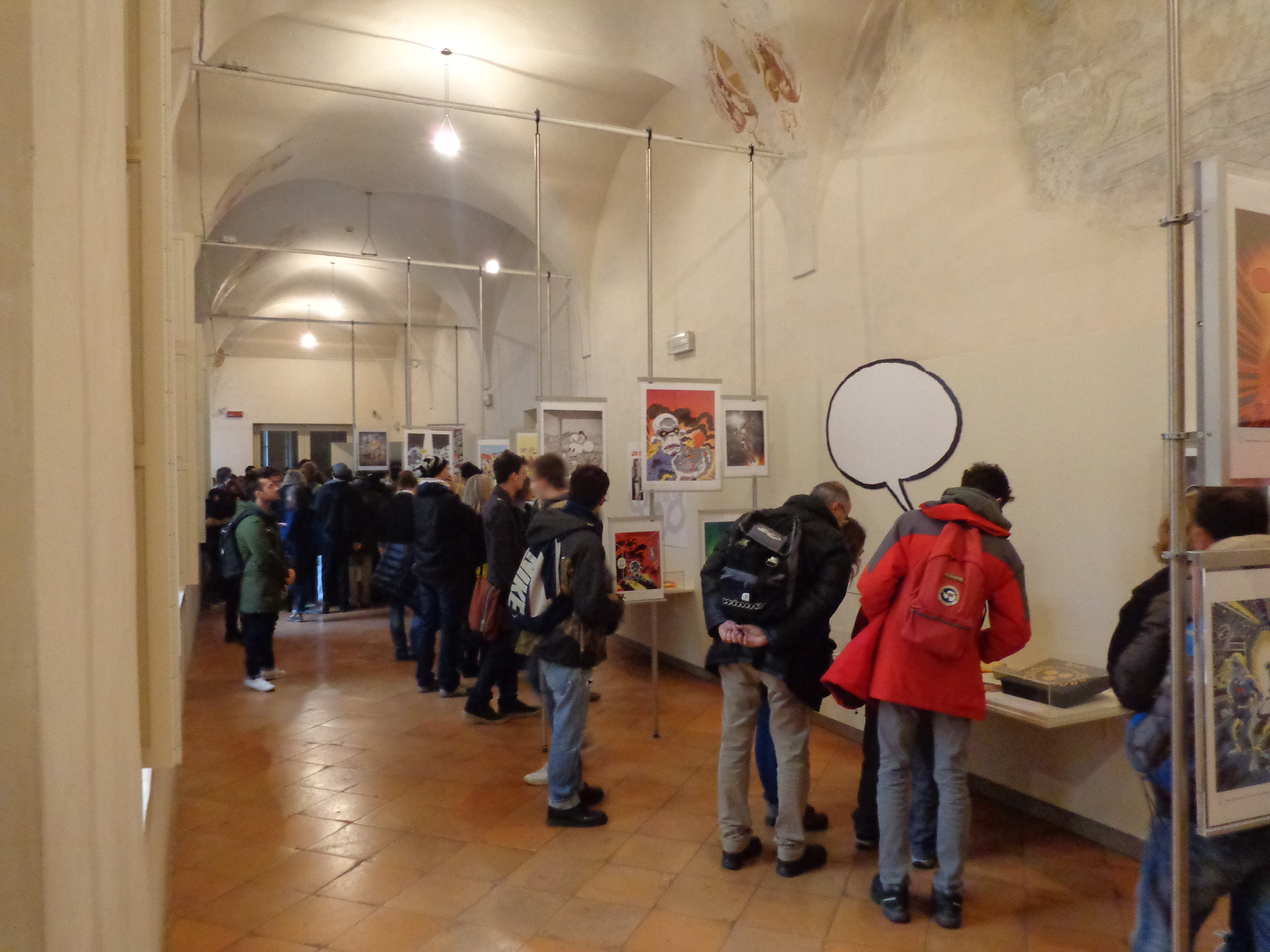
Un des couloirs intérieurs à l'occasion d'une exposition en 2014.